# Metaseiulus adjacentis
Metaseiulus adjacentis är en spindeldjursart som först beskrevs av De Leon 1959.  Metaseiulus adjacentis ingår i släktet Metaseiulus och familjen Phytoseiidae. Inga underarter finns listade i Catalogue of Life.